# إدوارد الثامن ملك المملكة المتحدة
إدوارد الثامن (بالإنجليزية: Edward VIII) (الاسم الكامل: إدوارد ألبيرت كريستيان جورج آندرو باتريك دايفيد وينزر) (23 يونيو 1894 – 28 مايو 1972) كان ملك المملكة المتحدة ودول الكومونولث وأيرلندا والهند، منذ وفاة والده جورج الخامس في 20 يناير 1936 حتى تنازله عن العرش في 11 ديسمبر 1936 من نفس العام ليتزوج من واليس سمبسون. وكان ثاني حاكم من بيت وينزر.
قبل أن يصبح ملكاً، كانت له عدة تسميات: الأمير إدوارد من يورك، والأمير إدوارد من يورك وكورنول، ودوق كورنول، ودوق روثيساي، وأمير ويلز. بعد تنازله عن الملكية عاد للقبه السابق «الأمير إدوارد»، ثم أصبح دوق وينزر في 8 مارس 1937. خلال الحرب العالمية الثانية تم تعيينه كحاكم على جزر البهاما.
يعد إدوارد الثامن الحاكم البريطاني الوحيد الذي تنازل متعمداً عن الحكم في 11 ديسمبر 1936. كما جاء تنازله عن ملكية أيرلندا في اليوم التالي. تعتبر فترة حكم إدوارد الثامن ثالث أقصر الفترات في تاريخ بريطانيا، بعد ليدي جين غراي وإدوارد الخامس.

## نشأته

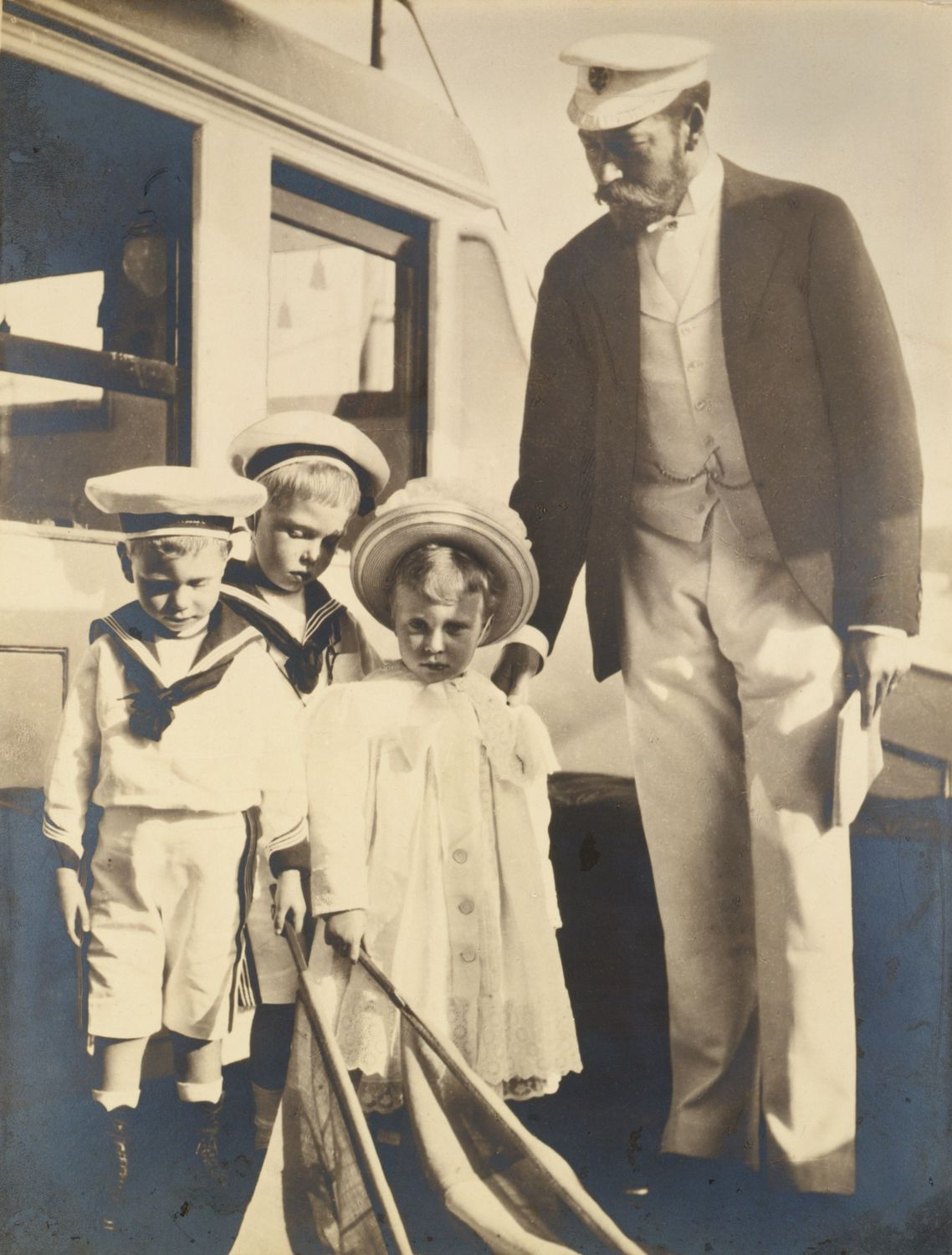
إدوارد (الثاني من اليسار) مع والده وشقيقيه ألبرت وماري

ولِدَ إدوارد الثامن في إنكلترا، 23 يونيو 1894، في لودج الأبيض في ريتشموند. وكان الابن البكر للدوق يورك (الملك جورج الخامس في وقت لاحق)، ودوقة يورك (سابقا الأميرة فيكتوريا ماري من تيك). وكان والده الابن الثاني لأمير ويلز (في وقت لاحق الملك إدوارد السابع)، وأميرة ويلز (سابقا الأميرة ألكسندرا في الدانمارك). والدته كانت الابنة الأولى لدوق تك ودوقة تيك من (سابقا الأميرة ماري أديلايد كامبردج). كما حفيد - كبيرا من الملكة فيكتوريا في خط الذكور، نصب إدوارد كأمير يورك في يوم ميلاده.
وكان عمد إدوارد ألبرت كريستيان جورج أندرو باتريك ديفيد في غرفة الرسم الأخضر لودج الأبيض يوم 16 يوليو 1894، من قبل إدوارد وايت بنسون، رئيس أساقفة كانتربري. أسماء تم اختيارها تكريما لعمه إدوارد الراحل، الذي كان معروفاً لدى أسرته بـ «إددي» أو إدوارد، ومعه الجد الملك كريستيان التاسع من الدانمارك. وأدرج اسم ألبرت بناء على طلب من الملكة فيكتوريا، وتقريره الأخير أربعة أسماء، جورج، أندرو وباتريك وديفيد، وجاء من القديسين راعي إنجلترا وإسكتلندا وأيرلندا وويلز. كان من المعروف دائما أن عائلته وأصدقاءه المقربين من قبل الاسم الأخير المعطى له، ديفيد.
وُلد إدوارد في عهد جدته فيكتوريا ملكة المملكة المتحدة بصفته الابن البكر لدوق يورك (الملك جورج الخامس في وقت لاحق)، ودوقة يورك (سابقًا الأميرة فيكتوريا ماري من تيك). عُين إدوارد أميرًا لويلز في عيد ميلاده السادس عشر، بعد تسعة أسابيع من نجاح والده بالحصول على العرش. خدم إدوارد في الجيش البريطاني خلال الحرب العالمية الأولى عندما كان شابًا صغيرًا، وقام بالعديد من الجولات الخارجية نيابةً عن والده. شارك أيضًا في سلسلة من الأمور بينما كان أميرًا لويلز، أثارت قلق والده ورئيس وزراء المملكة المتحدة ستانلي بلدوين.
أصبح إدوارد ملكًا بعد وفاة والده، بل وأبدى نفاد صبره بصفته ملكًا تجاه بروتوكول المحكمة، وأقلق السياسيين من تجاهله الواضح للاتفاقيات الدستورية القائمة، إذ تسبب في حدوث أزمة دستورية بعد بضعة أشهر فقط من حكمه، من خلال تقدمه لواليس سيمبسون، وهي دوقة وندسور الأمريكية المُطلقة من زوجها الأول والتي كانت تبحث عن الطلاق من زوجها الثاني. عارض وزراء المملكة المتحدة والدومنيون هذا الزواج، قائلين إن طلاق المرأة التي لديها طلاقان سابقان، هو أمر غير مقبول سياسيًا واجتماعيًا، باعتبارها عقيلةً محتملةً للملك. بالإضافة إلى ذلك، فإن مثل هذا الزواج قد يتعارض مع وضع إدوارد بصفته رئيسًا لكنيسة إنجلترا، والتي رفضت في ذلك الوقت فكرة الزواج من جديد بعد الطلاق إذا كان الزوج السابق ما يزال على قيد الحياة. أدرك إدوارد أن حكومة بلدوين ستستقيل إذا استمر في زواجه، الأمر الذي كان يمكن أن يؤدي إلى انتخابات عامة جديدة، وبالتالي إفساد مكانته بصفته ملكًا دستوريًا محايدًا من الناحية السياسية.

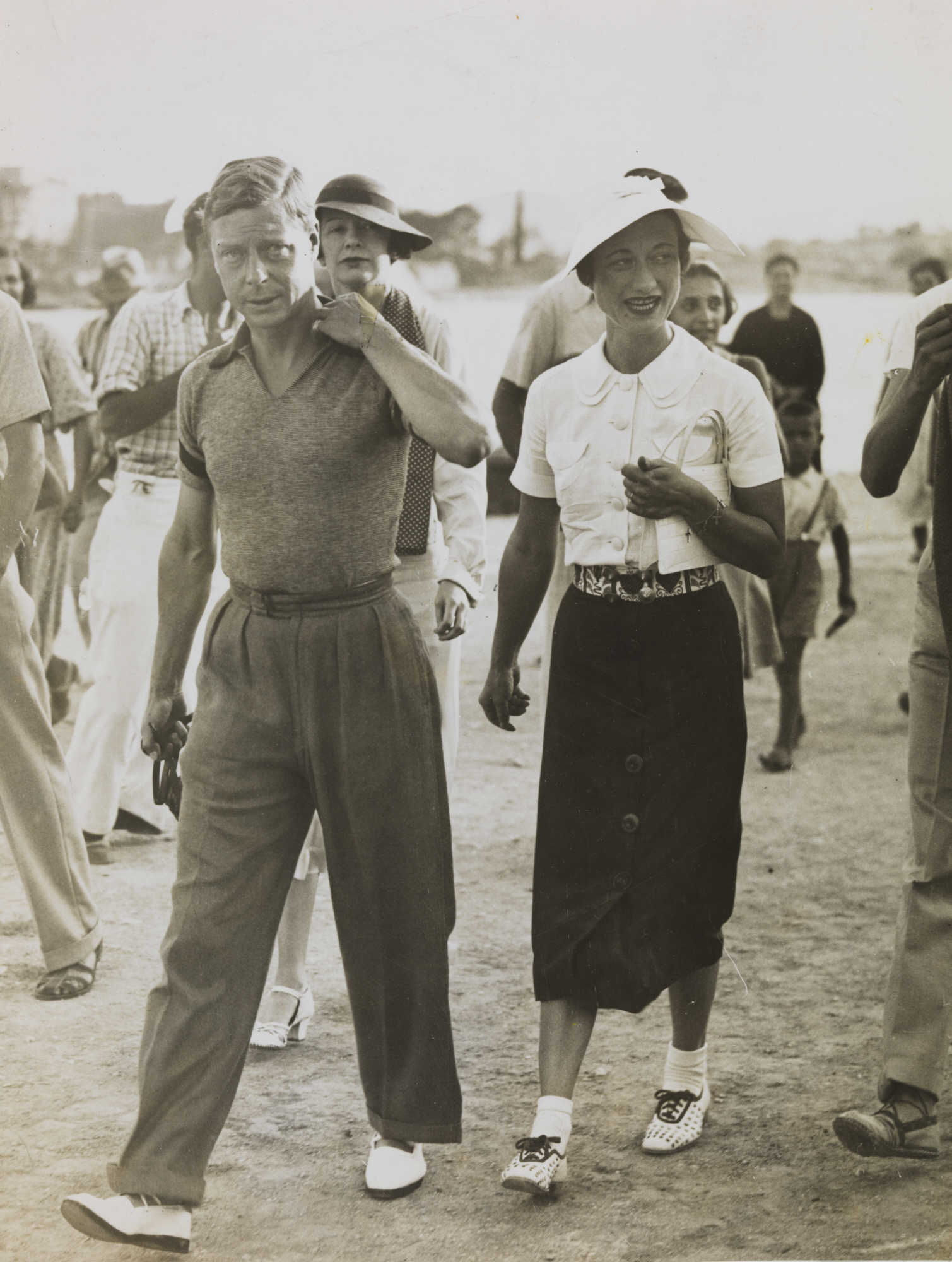
إدوارد الثامن مع واليس سيمبسون خلال إجازة في يوغسلافيا 1936

تنازل إدوارد عن العرش عندما أدرك أنه لا يستطيع الزواج من واليس ويحافظ على العرش، إذ خلفه أخوه الأصغر جورج السادس. تُعد فترة حكم إدوارد التي بلغت 326 يومًا، إحدى أقصر فترات حكم الملوك في التاريخ البريطاني.
عُين إدوارد دوقًا لوندسور بعد أن تنازل عن العرش، وتزوج واليس في فرنسا في 3 يونيو عام 1937، بعد أن أصبح طلاقها الثاني نهائيًا. قام الزوجان بجولة في ألمانيا في وقت لاحق من ذلك العام. تمركز إدوار أثناء الحرب العالمية الثانية مع البعثة العسكرية البريطانية في فرنسا بدايةً، ولكنه عُين حاكمًا لجزر البهاما بعد أن وُجهت إليه اتهامات مباشرة بأنه متعاطف مع النازية. أمضى إدوارد بقية حياته متقاعدًا بعد الحرب في فرنسا، وبقي متزوجًا من واليس حتى وفاته.
رُبي إدوارد وإخوته الصغار على يد مربيات بدلًا من آبائهم، وهو الأمر الشائع مع أطفال الطبقة الراقية في ذلك الوقت. غالبًا ما كانت تسيء إليه إحدى المربيات من خلال تعذيبه قبل أن تعيده إلى والدية، ولكن بكاءه ونحيبه بعد الإساءة كان يدفع الدوق والدوقة إلى التخلي عن المربية. تم التخلي عن المربية بعد اكتشاف سوء معاملتها للأطفال.
كان والد إدوارد حنونًا بشكل واضح على الرغم من كونه شخصًا منضبطًا وقاسيًا، وأظهرت والدته جانبًا مرحًا مع أطفالها، الأمر الذي ناقض صورتها العامة المتشددة أمام العامة.

## التعليم
دُرِّس إدوارد بدايةً في المنزل من قبل هيلين بريكا. بقي الشاب إدوارد وإخوته في بريطانيا مع أجدادهم الملكة ألكسندرا والملك إدوارد السابع الذين غمروا أحفادهم بالعطف، وذلك بعد أن سافر والداه إلى الإمبراطورية البريطانية لمدة تسعة أشهر تقريبًا في عام 1901 عند وفاة الملكة فيكتوريا. وُضع إدوارد بعد عودة والدية تحت رعاية فريدريك فينش وهنري بيتر هانسل، اللذين ربيا إدوارد وإخوته وشقيقته لسنوات الحضانة المتبقية.
خضع إدوارد لوصاية صارمة من قبل هنري بيتر هانسل حتى بلغ ثلاثة عشر عامًا تقريبًا. علمه المدرسون الموصيون عليه اللغة الألمانية والفرنسية. خضع إدوارد لامتحان الالتحاق بالأكاديمية البحرية الملكية (كلية أوزبورن)، والتحق بها في عام 1907. أراد هانسل من إدوارد الالتحاق بالمدرسة في وقت سابق، ولكن والد الأمير لم يوافق على ذلك.
انتقل إدوارد إلى الأكاديمية البحرية في دارتموث بعد قضائه عامين في كلية أوزبورن التي لم يستمتع بها. درس في دارتموث برنامجًا مُعدًا لمدة عامين، ثم دخل إلى البحرية الملكية البريطانية (RN). أُصيب بمرض النكاف، الذي جعله عقيمًا.
أصبح إدوارد دوق كورنوال ودوق رويساي بشكل تلقائي في 6 مايو عام 1910، عندما استلم والده العرش باسم جورج الخامس بعد وفاة إدوارد السابع. عُين أميرًا لويلز، وإيرلًا لتشستر بعد شهر واحد في 23 يونيو عام 1910، الذي يوافق عيد ميلاده السادس عشر. بدأت الاستعدادات لتعيينه الملك المستقبلي بشكل جدي، إذ سُحب من البحرية الملكية قبل تخرجه بشكل رسمي، وشغل منصب ضابط صف بحري لمدة ثلاثة أشهر على متن سفينة الهند الحربية، ثم دخل على الفور كلية المجدلية (أوكسفورد)، التي كانت غير مؤهلة فكريًا حسب رأيه.

## أمير ويلز
تُوج إدوارد أميرًا لويلز بشكل رسمي في حفل خاص في قلعة كرنارفون في 13 يوليو عام 1911. أُجري التتويج في ويلز بناءً على تحريض من السياسي الويلزي ديفيد لويد جورج، وحاكم القلعة، ومستشار الخزانة في الحكومة الليبرالية. اخترع لويد جورج حفلًا وهميًا تضمن مسابقة ملك ويلز، ودرب إدوارد على التحدث ببضع كلمات في ويلز.
بلغ إدوارد الحد الأدنى لسن الخدمة الفعلية عندما اندلعت الحرب العالمية الأولى في عام 1914، إذ كان حريصًا على المشاركة فيها. انضم في عام 1914 إلى حراس غرينادين (GREN GDS)، وعلى الرغم من استعداده للخدمة في الخطوط الأمامية، فقد رفض وزير الدولة لشؤون الحرب اللورد هوراشيو هربرت كتشنر السماح بذلك، بحجة الضرر الهائل الذي قد يحدث في حال أُسر إدوارد وريث العرش من قبل العدو. على الرغم من ذلك، شهد إدوارد حرب الخنادق بنفسه، وتمركز في الخطوط الأولى قدر المستطاع، الأمر الذي منحه الصليب العسكري في عام 1916. جعله دوره في الحرب، على الرغم من محدوديته، يحظى بشعبية بين المحاربين القدامى الذين شاركوا في الحرب. قام برحلته العسكرية الأولى في عام 1918، وحصل لاحقًا على رخصة طيار.
توفي الأمير جون، شقيق إدوارد الأصغر، عن عمر يناهز 13 عامًا في 18 يناير عام 1919 بعد نوبة صرع جديدة. رأى إدوارد الذي كان أكبر من جون ب 11 عامًا وبالكاد عرفه، موته «أكثر بقليل من أمر مؤسف». كتب إلى عشيقته عن الوقت «الذي [أخبرها] فيه [كل شيء] عن أخيه الصغير، وكيف كان مصابًا بالصرع. أُسكت [جون] عمليًا طوال العامين اللذين سبقا وفاته، لذلك لم يره أحد من قبل سوى عائلته. أصبح هذا الطفل المسكين حيوانًا أكثر من أي شيء آخر. «وقد كتب رسالة غير حساسة إلى والدته التي فقدت ولدها»، لم ترد على رسالته، الأمر الذي جعله يشعر بأنه مجبر على كتابة اعتذار لها، إذ قال «أشعر أنني خنزير بارد القلب وغير متعاطف لكتابة ما فعلته.. لا أحد يستطيع أن يدرك أكثر منك كم يعني لي جوني المسكين الذي بالكاد عرفته.. أشعر بالكثير من أجلك، أمي الحبيبة، والدة جون».

## روابط خارجية
- إدوارد الثامن ملك المملكة المتحدة على موقع الموسوعة البريطانية (الإنجليزية)
- إدوارد الثامن ملك المملكة المتحدة على موقع مونزينجر (الألمانية)
- إدوارد الثامن ملك المملكة المتحدة على موقع ميوزك برينز (الإنجليزية)
- إدوارد الثامن ملك المملكة المتحدة على موقع إن إن دي بي (الإنجليزية)
- إدوارد الثامن ملك المملكة المتحدة على موقع ديسكوغز (الإنجليزية)
- إدوارد الثامن ملك المملكة المتحدة على موقع ديسكوغز (الإنجليزية)

| سبقه جورج الخامس | ملك بريطانيا وإمبراطور الهند 1936 | تبعه جورج السادس |